# Ferdinand von Below
Pour les articles homonymes, voir Below.
Ferdinand Adolf Eduard von Below (né le 4 juillet 1812 à Königsberg et mort le 21 octobre 1870 à Pont-à-Mousson) est un général de division prussien et commandant de la 36e brigade d'infanterie.

## Biographie

### Origine
Ferdinand von Below (de) est le fils du lieutenant général prussien Theodor von Below (de) (1765-1839) et de sa femme Friederike, née von der Goltz (1787-1853). Ses frères Anton August (de) (1808-1896) et Karl Theodor (de) (1818-1897) deviennent tous deux lieutenants généraux de l'armée prussienne.

### Carrière militaire
Below étudie aux maisons des cadets à Culm et Berlin. Le 13 août 1830, il est affecté au 1er régiment de grenadiers de l'armée prussienne en tant que drapeau portepee et devient sous-lieutenant à la mi-novembre 1831. De la mi-avril 1842 à la mi-mai 1851, il est commandé à divers postes comme adjudant et est promu premier lieutenant en mai 1846. Le 3 janvier 1851, Below devient capitaine et commandant de compagnie. En tant que major, il est commandant du 2e bataillon du 3e régiment de Landwehr à Gumbinnen. Ce bataillon forme la base du 2e bataillon du 3e régiment d'infanterie combiné, à partir duquel le 43e régiment d'infanterie (de) est formé le 4 juillet 1860. Below conserve son poste de chef de bataillon et devient lieutenant-colonel à la mi-octobre 1861. le 18 avril 1865, il est nommé commandant du 37e régiment de fusiliers et deux mois plus tard, il est promu colonel. En 1866, pendant la guerre contre l'Autriche, Below dirige son régiment dans les batailles de Skalitz, Schweinschädel et Sadowa. Lors de la bataille de Nachod, il commande l'avant-garde et peut tenir sa position jusqu'à l'arrivée des renforts. Pour cela, le roi Guillaume Ier le décore de l'ordre Pour le Mérite le 20 septembre 1866.
Après la guerre, Below reçoit l'ordre de l'Aigle rouge de 3e classe en janvier 1869 à l'occasion de la fête de l'ordre et est muté le 18 juin 1869 à Rendsburg en tant que major général et commandant de la 36e brigade d'infanterie. L'année suivante, il mène sa grande unité contre la France dans les batailles de Borny-Colombey, Saint-Privat et Noisseville. Décoré de la croix de fer de 2e classe, Below meurt de la dysenterie pendant le siège de Metz le 21 octobre 1870. Il est enterré le 29 octobre 1870 au cimetière des Invalides.

### Famille
Below se marie le 27 octobre 1852 à Dantzig avec Thérèse Mauve (de) (1823–1895), fille du directeur des impôts de Prusse-Occidentale, Karl Christian Mauve (1782–1863). Elle est également enterrée après sa mort au cimetière des Invalides à Berlin. Les enfants suivants sont nés de ce mariage :
- Fritz Wilhelm Theodor Carl (1853-1918), général d'infanterie prussien
- Nikolaus Friedrich Wilhelm Ferdinand (1855-1915), général de division prussien
- Karl Konstantin (né en 1857), officier prussien
- Ernst (1863-1955), général d'infanterie allemand